# Дом Фукса
Дом Фукса — историческое здание в Казани, расположенное на углу Московской улицы и улицы Галиасгара Камала. Объект культурного наследия регионального значения. В первой половине XIX века здесь проживал Карл Фукс (1776—1846), врач и этнограф, профессор Казанского университета.

## Расположение
Дом Фукса расположен в Забулачье — северной части исторической Старо-Татарской слободы, на углу улиц Московская и Галиасгара Камала. Его современный адрес — Московская, 58/5. Здание выходит к бывшей Сенной площади, оригинальный архитектурный ансамбль которой не сохранился.

## История

### Основание и приобретение дома Карлом Фуксом
Дом с бельведером на Московской улице был выстроен в начале XIX века и стал одним из первых образцов казанской архитектуры в стиле классицизма.
В 1812 году владельцем дома стал известный врач и учёный Карл Фукс. К этому времени Фукс открыл медицинскую практику, одновременно являясь профессором естественной истории и ботаники Казанского университета.
Жена Фукса Александра Андреевна стала хозяйкой литературного салона, существовавшего в доме. В числе гостей салона были учёные Александр Гумбольдт, Август фон Гакстгаузен, Матиас Кастрен и Николай Лобачевский, поэты Александр Пушкин, Василий Жуковский и Евгений Боратынский, художник Лев Крюков, издатель Михаил Рыбушкин, государственный деятель Михаил Сперанский, киргиз-кайсацкий (казахский) хан Джангир, казанский губернатор Сергей Шипов, оренбургский военный губернатор Григорий Волконский.
Кроме частной лечебницы Фукса, в доме размещались собранная Фуксом библиотека и художественная галерея, а во дворе был обустроен небольшой зоопарк.

### Дальнейшая история
После смерти Карла Фукса новыми владельцами дома стали мещане Николай Ерлыкин и Прохор Серов. В 1851 году здание было реконструировано по проекту архитектора Александра Песке. После реконструкции здание утратило бельведер, а его внешний облик приобрёл черты эклектики, а внизу были обустроены торговые лавки. По сведениям краеведа Льва Жаржевского, бывший дом Фукса являлся одним из самых дорогих на Московской улице.
Во второй половине XX века на первом этаже здания разместился магазин садово-огородных товаров. Администрация магазина переделала оконные и дверные проёмы, выходящие на Московскую улицу, в широкие оконные витрины, а также ликвидировала пристройки во дворе здания. Верхние этажи оставались жилыми.
В 2004 году дом был расселён, после чего быстро пришёл в аварийное состояние.

### Реставрация здания

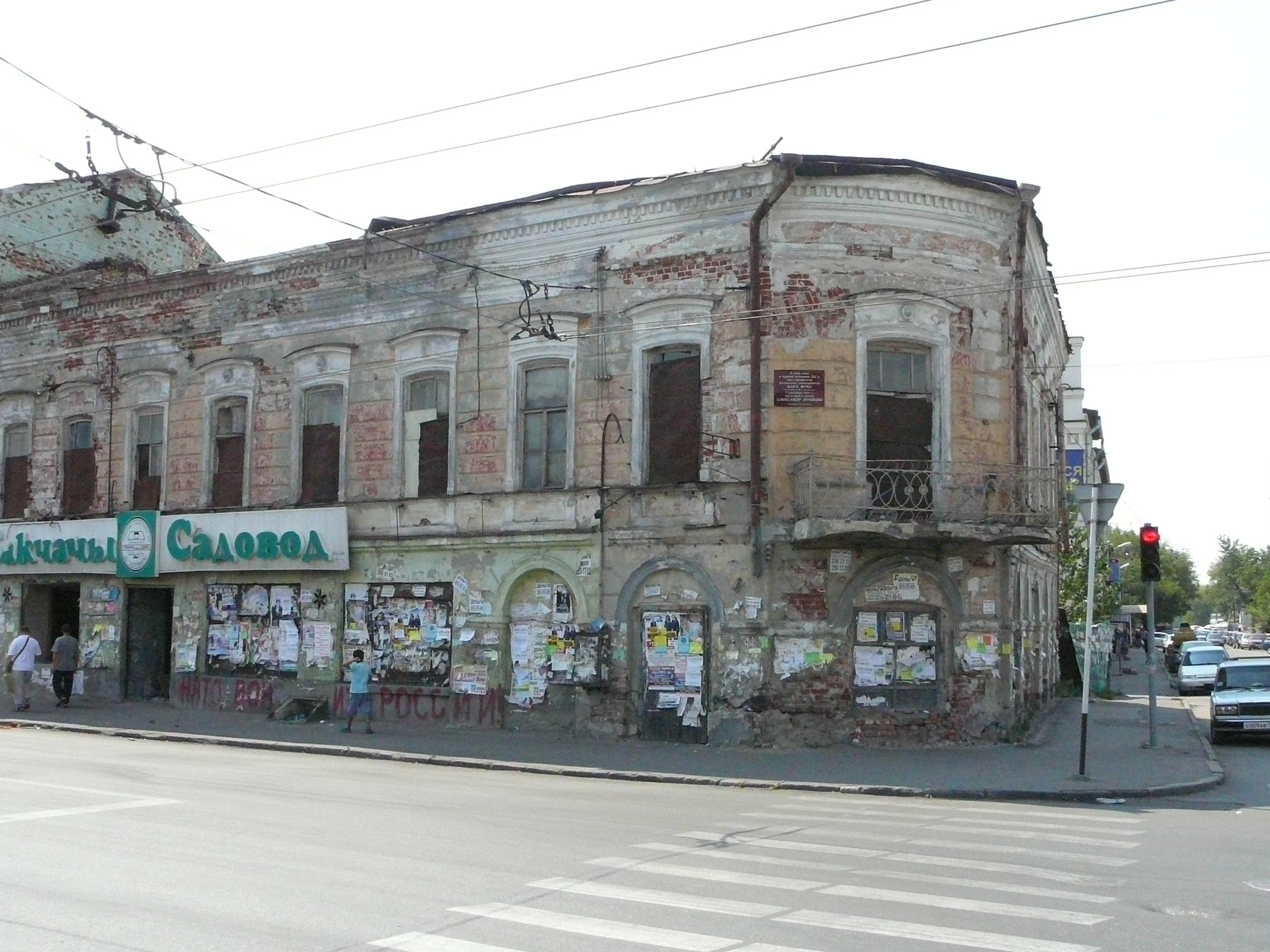
Здание до реставрации

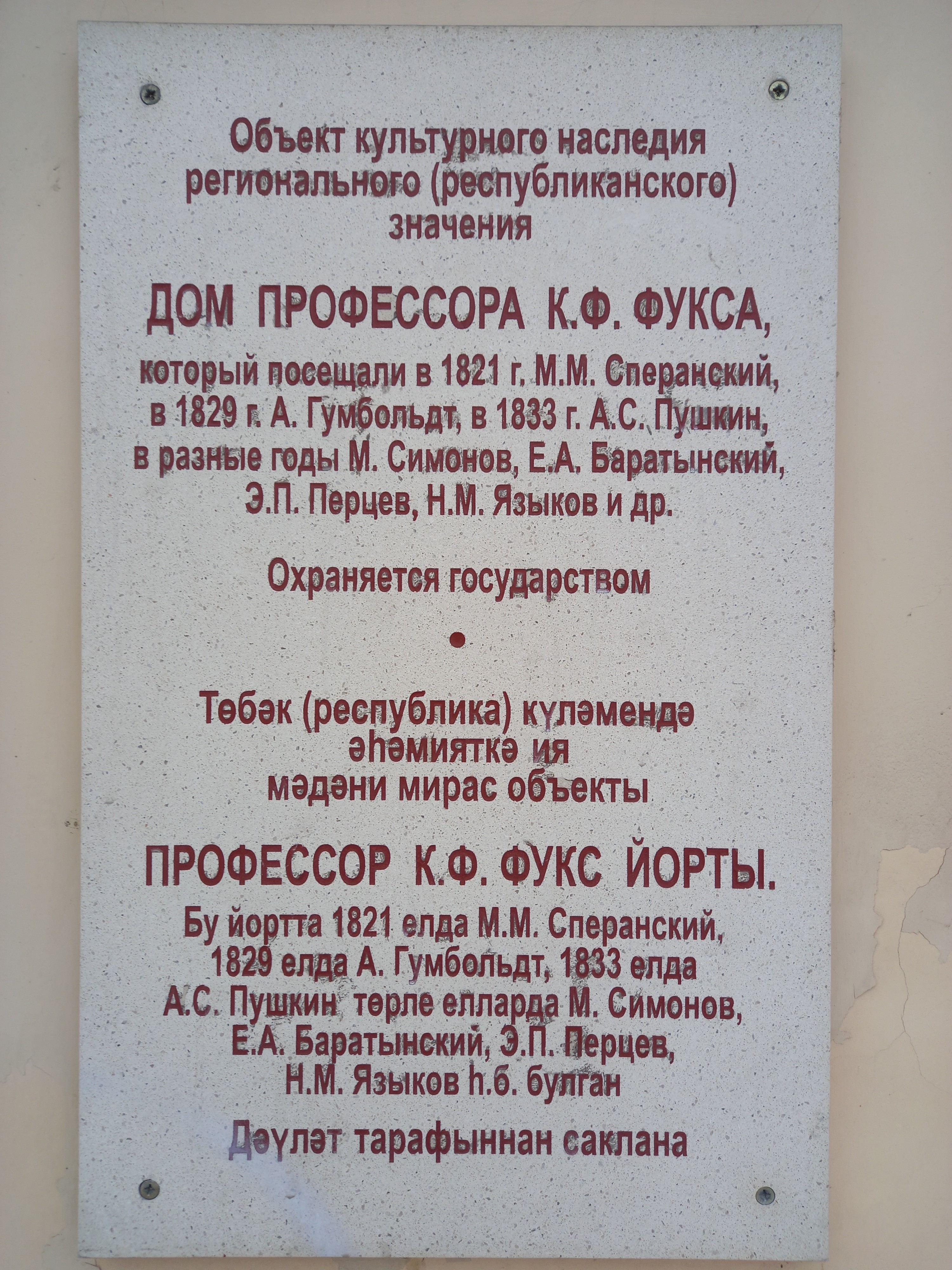
Мемориальная доска на стене

Первую попытку восстановления дома предприняло в 2002 году ООО «Строительно-производственный центр „Нива“». Городские власти передали ему здание в аренду на пять лет с условием реставрации. Однако после частичного ремонта фасада, выходящего на улицу Галиасгара Камала, работы прекратились. Следующая попытка реставрации планировалась в рамках мероприятий, приуроченных к 1000-летию Казани, но здание не попало в список приоритетных объектов. В 2007 году Вахитовский районный суд Казани обязал исполком города провести противоаварийные консервационные работы, но не удовлетворил требование о реставрации, выдвинутое совместно районным прокурором и Министерством культуры РТ. Ещё одну попытку продвинуть реставрационные работы предприняло Казанское немецкое общество, обратившееся к общественности с инициативой сбора средств на восстановление дома Фукса.
В декабре 2010 года здание было приобретено ООО «Арден». Однако, как выяснилось позднее, компания собиралась снести дом и выстроить точную копию по чертежам. Выполнять же именно реконструкцию новый собственник отказался, предпочтя перепродать здание.
Полноценные реставрационные работы начались только в 2012 году и велись по всему объёму здания от фундамента до кровли. Стена по улице Московской была укреплена железным бандажом, состоящим из кованых горизонтальных рёбер. Кирпичная кладка восстанавливалась с учётом первоначальной формы оконных проёмов. Поздние перегородки из силикатного кирпича были разобраны. Реставраторы восстановили все лепные элементы отделки, воссоздали деревянные двери и заменили решётку балкона на идентичную. Над углом здания вновь был возведён бельведер, чертежи которого нашла в городских архивах Ирина Аксёнова, автор проекта восстановления дома Фукса. Стены в некоторых помещениях были оставлены неоштукатуренными, чтобы подчеркнуть монументальность старинной кладки.
Однако полностью завершить работы по восстановлению жизнедеятельности здания удалось не сразу: возникли проблемы с подключением коммуникаций, затянулись и работы по внутренней отделке помещений. О завершении восстановительных работ было объявлено только в 2019 году.
На 2022 год помещения внутри здания сдаются в аренду небольшим коммерческим структурам.

## Архитектура
Дом Фукса представляет собой Г-образное в плане кирпичное здание, двухэтажное с одной стороны и трёхэтажное с другой (по улице Галиасгара Камала). Угол, выходящий на перекрёсток, выполнен скошенным. Объём здания перекрыт вальмовой крышей.
Оригинальный проект был выполнен в стиле классицизма. Стены были покрыты штукатуркой поверх рустовки. Прямоугольные окна первого этажа разделялись простенками, украшенными пилястрами. Окна второго этажа имели форму полуарочных проёмов, оформленных оштукатуренными наличниками. В угловом вестибюле, над которым располагался бельведер в форме купола, размещалась винтовая парадная лестница. Внутренние помещения располагались в анфиладном порядке. Перекрытия укреплены мощными кирпичными сводами.
В ходе реконструкции по проекту Песке исчез не только бельведер, но и большой полукруглый проём в угловой части здания. Окна первого этажа приобрели конфигурацию арочных ниш с обрамлениями, а проёмы окон второго этажа получили лучковые завершения. На карнизе были добавлены сухарики, а по углам — рустовка. Внесённые изменения, придавшие облику дома черты эклектики, были характерны для многих казанских построек того времени.
Со стороны улицы Галиасгара Камала к дому примыкает более низкий входной пристрой с кирпичной оградой. Ранее в ограде имелись ворота, однако к настоящему времени они утрачены; сохранилась лишь калитка справа с заложенным проёмом.

## Статус памятника
Постановлением Кабинета Министров РТ от 23 июля 1997 года № 599 дом Фукса внесён в перечень объектов культурного наследия города Казани.
В 1996 году на здании появилась мемориальная доска, сообщающая, что здесь жил Карл Фукс, а 7 сентября 1833 года у него в гостях побывал А. С. Пушкин. Вскоре после расселения дома доска исчезла, однако в 2010 году появилась вновь благодаря чаяниям студентов и сотрудников Казанского университета.